# Radu Mihai
Radu Mihai (n. 1840 – d. 8 aprilie 1894, com. Pădureți, județul Argeș) a fost un general, politician și ministru român.